# Вейл (Колорадо)
Вейл (англ. Vail) — місто (англ. town) в США, в окрузі Ігл штату Колорадо. Населення — 4835 осіб (2020).

## Географія
Вейл розташований за координатами 39°38′16″ пн. ш. 106°21′48″ зх. д. / 39.63778° пн. ш. 106.36333° зх. д. (39.637642, -106.363204).  За даними Бюро перепису населення США в 2010 році місто мало площу 12,14 км², з яких 12,10 км² — суходіл та 0,04 км² — водойми.

### Клімат
| Клімат : Вейл                            | Клімат : Вейл | Клімат : Вейл | Клімат : Вейл | Клімат : Вейл | Клімат : Вейл | Клімат : Вейл | Клімат : Вейл | Клімат : Вейл | Клімат : Вейл | Клімат : Вейл | Клімат : Вейл | Клімат : Вейл | Клімат : Вейл |
| Показник                                 | Січ.          | Лют.          | Бер.          | Квіт.         | Трав.         | Черв.         | Лип.          | Серп.         | Вер.          | Жовт.         | Лист.         | Груд.         | Рік           |
| Абсолютний максимум, °C                  | 10,6          | 12,8          | 18,9          | 23,3          | 27,8          | 32,8          | 35,0          | 33,3          | 30,0          | 26,1          | 18,9          | 10,6          | 35,0          |
| Середній максимум, °C                    | −1,6          | 0,6           | 5,7           | 9,9           | 16,0          | 22,3          | 25,4          | 24,1          | 19,5          | 12,3          | 3,1           | −2,1          | 11,3          |
| Середній мінімум, °C                     | −14,6         | −13,1         | −8,6          | −4,6          | −0,7          | 1,8           | 5,1           | 4,7           | 0,6           | −4            | −9,7          | −14,2         | −4,8          |
| Абсолютний мінімум, °C                   | −29,4         | −35,6         | −26,7         | −18,3         | −10,6         | −7,2          | −2,2          | −5,6          | −10           | −17,2         | −26,7         | −30           | −35,6         |
| Норма опадів, мм                         | 47            | 53            | 46            | 56            | 46            | 38            | 50            | 47            | 53            | 44            | 49            | 41            | 570           |
| Днів з опадами                           | 12            | 12            | 9             | 10            | 9             | 8             | 10            | 12            | 10            | 7             | 10            | 10            | 119,0         |
| ---------------------------------------- | ------------- | ------------- | ------------- | ------------- | ------------- | ------------- | ------------- | ------------- | ------------- | ------------- | ------------- | ------------- | ------------- |
| Джерело: Western Regional Climate Center |               |               |               |               |               |               |               |               |               |               |               |               |               |

## Демографія
Згідно з переписом 2010 року, у місті мешкало 5305 осіб у 2604 домогосподарствах у складі 916 родин. Густота населення становила 437 осіб/км².  Було 7230 помешкань (596/км²).
Расовий склад населення:
| - 93,4 % — білих - 1,7 % — азіатів - 0,6 % — чорних або афроамериканців - 0,5 % — корінних американців - 2,7 % — осіб інших рас |

До двох чи більше рас належало 1,1 %. Частка іспаномовних становила 7,4 % від усіх жителів.
За віковим діапазоном населення розподілялося таким чином: 10,4 % — особи молодші 18 років, 79,1 % — особи у віці 18—64 років, 10,5 % — особи у віці 65 років та старші. Медіана віку мешканця становила 35,0 року. На 100 осіб жіночої статі у місті припадало 135,6 чоловіків;  на 100 жінок у віці від 18 років та старших — 141,5 чоловіків також старших 18 років.
Середній дохід на одне домашнє господарство  становив 106 964 долари США (медіана — 67 833), а середній дохід на одну сім'ю — 137 553 долари (медіана — 94 572). Медіана доходів становила 46 667 доларів для чоловіків та 43 083 долари для жінок. За межею бідності перебувало 10,0 % осіб, у тому числі 1,6 % дітей у віці до 18 років та 6,9 % осіб у віці 65 років та старших.
Цивільне працевлаштоване населення становило 3403 особи. Основні галузі зайнятості: мистецтво, розваги та відпочинок — 41,6 %, освіта, охорона здоров'я та соціальна допомога — 16,5 %, науковці, спеціалісти, менеджери — 10,6 %, роздрібна торгівля — 8,8 %.